# Poksi
Poksi is een plaats in de Estlandse gemeente Luunja, provincie Tartumaa. De plaats heeft de status van dorp (Estisch: küla) en telt 19 inwoners (2021).

## Geschiedenis
Poksi ontstond pas in 1920 als nederzetting op de voormalige veehouderij Poksi, een onderdeel van het landgoed van Kavastu. De plaats kreeg in 1939 de status van dorp.